# (32836) 1992 EC6
1992 EC6 (asteroide 32836) é um asteroide da cintura principal. Possui uma excentricidade de 0.15780950 e uma inclinação de 5.30309º.
Este asteroide foi descoberto no dia 2 de março de 1992 por UESAC em La Silla.